# Kalifornijsko vino
Proizvodnja kalifornijskog vina ima bogatu istoriju vinogradarstva od 1680. godine kada su španski jezuitski misionari zasadili vinovu lozu Vitis vinifera poreklom iz mediteranskog regiona u svojim uspostavljenim misijama radi proizvodnje vina za verske službe. Tokom 1770-ih, španski misionari su nastavili praksu pod vođstvom oca Hunipera Sera koji je zasadio prvi vinograd u Kaliforniji u misiji San Huan Kapistrano.
Savremena proizvodnja vina je stalno rasla od kraja prohibicije, ali je regija uglavnom poznata po svojim slatkim vinskim proizvodima u stilu porta i džag vina. Kako je tržište favorizovalo francuske brendove, kalifornijski biznis stonog vina je skromno rastao, ali je brzo stekao međunarodnu prominenciju na Pariskoj degustaciji vina 1976. godine, kada su poznati francuski enofili, na slepoj degustaciji, rangirali kalifornijska vina više od osnovnih francuskih etiketa u kategorijama Šardone (beli) i Kaberne sovinjon (crveni). Rezultat je izazvao 'šok' u vinogradarskoj industrij, jer se Francuska smatrala najvećim proizvođačem najboljih stonih vina na svetu. Ovaj revolucionarni događaj pripisan je širenju prepoznatljivosti i prestiža vinara u Novom svetu, tačnije Zlatnoj državi.
Kalifornija proizvodi oko devedeset procenata američke ponude vina i četvrti je najveći proizvođač vina među nezavisnim državama sveta. Kalifornija ima više od 4.200 vinarija u rasponu od domaćih i malih butika do velikih korporacija sa međunarodnom distribucijom, i još više vinograda i uzgajivača, kojih je blizu 6.000.

## Spoljašnje veze
- Kalifornijsko vino на веб-сајту  (језик: енглески)
- DiscoverCaliforniaWine.com - The Wine Institute's consumer site
- WineFiles.org - publicly searchable archives of the Sonoma County wine library
- TTB AVA Map Архивирано на веб-сајту  (12. август 2023)